# Setticlavio
Il setticlavio è l'insieme dei sette registri che formano le sette parti del coro classico.
Il setticlavio era una delle sei prove della licenza di teoria e solfeggio musicale nei corsi di vecchio ordinamento dei conservatori italiani, ne è richiesto l'uso per la realizzazione della prima prova scritta del corso di composizione.

## Storia
Nonostante si continui ad usarlo all'interno dei conservatori, nella pratica il setticlavio è in disuso da più di un secolo. Le parti di soprano, mezzo soprano e contralto si scrivono in chiave di violino, la parte di baritono e di basso si scrivono in chiave di basso. Per la parte di tenore si usa la cosiddetta chiave di violino "tenorizzata", ovvero una chiave di violino accompagnata da un segno atto ad indicare l'esecuzione nell'ottava inferiore.
Nell'ambito strumentale sono ancora in uso la chiave di contralto (usata d'impianto dalla viola e dal trombone contralto) e la chiave di tenore (usata come chiave ausiliaria da violoncello, trombone, fagotto, contrabbasso e controfagotto).

## Le chiavi
Il setticlavio suddivide i suoi registri in tre chiavi: quella di sol, di do e di fa.

### Chiave di sol

La chiave di "sol"

La chiave di sol, o chiave di violino, è la più famosa tra le tre del setticlavio poiché è la più diffusa negli spartiti di strumentisti e cantanti.

### Chiave di do

La chiave di "do"

In chiave di do abbiamo le posizioni di:
- Soprano
- Mezzosoprano
- Contralto
- Tenore

A seconda della posizione della chiave di do sulla partitura viene evidenziata una linea diversa, che diventa quindi il do.

### Chiave di fa

La chiave di "fa"

In chiave di fa abbiamo due posizioni:
- Baritono
- Basso

A seconda della posizione della chiave di fa sul pentagramma viene evidenziata una linea diversa, che diventa quindi il fa.
A ognuna di queste chiavi corrisponde una diversa lettura del pentagramma.
Nell'ambito della notazione musicale basata sul pentagramma, sebbene la chiave sembri spostarsi a seconda del registro usato, in realtà essa rimane sempre ferma al suo posto: è il registro che si sposta, evidenziando solamente la zona del pentagramma entro il quale esso si esprime: il fatto che nel pentagramma per la voce di Soprano troviamo la chiave di Do posizionata sulla prima linea in basso denuncia che l'ambito del registro interessato si trova al di sopra del Do centrale indicato dalla chiave, ovvero che il soprano userà prevalentemente le cinque linee al di sopra del do centrale.
Il caso opposto è rappresentato dal pentagramma per la voce di baritono dove troviamo la chiave di Do posizionata sulla prima linea in alto (si è già detto però che, per questa voce, si preferisce usare la chiave di Fa sul terzo rigo). In questo caso, l'ambito del registro interessato si trova al di sotto del Do centrale, per cui il baritono userà prevalentemente le cinque linee al di sotto del do centrale.